# Slim Belkhodja
Slim Belkhodja (arabisch سليم بلخوجة; * 23. November 1962 in Tunis) ist ein tunesischer Schachgroßmeister. Von 1985 bis 2001 spielte er für den französischen Schachverband.
Er spielte für Tunesien bei sechs Schacholympiaden: 1982 bis 1984 und von 2002 bis 2008.
Beim FIDE-Weltmeisterschaft 2002 scheiterte er in der ersten Runde an Rafael Vaganian. Beim Schach-Weltpokal 2005 scheiterte er ebenso in der ersten Runde an Sergey Tiviakov.
In der deutschen Schachbundesliga spielte er in den Saisons 2006/07 und 2007/08 für den SC Remagen. In der französischen höchsten Liga spielte er für den Club d’Echecs de Sautron in der Nationale I 2001/02 und in der Top 16 für den Évry Grand Roque von 2003 bis 2006 sowie für den Club de L’Echiquier Chalonnais in der Saison 2008/09. Ab 2013/14 spielte er dort für den Club d’Echecs Metz Fischer. In Belgien gewann er mit Cercle Royal des Echecs de Liège et Echiquier Liègeois die Meisterschaft. Von 2009 bis 2011 spielte er in der höchsten belgischen Liga für L’Echiquier Amaytois. Die luxemburgische Meisterschaft gewann er mit De Sprénger Echternach in den Saisons 2008/09, 2010/11, 2012/13, 2014/15, 2015/16, 2017/18 und 2018/19.
Im Jahr 1987 wurde er Internationaler Meister, seit 2002 trägt er den Titel Großmeister.
| Hier fehlt eine Grafik, die leider im Moment aus technischen Gründen nicht angezeigt werden kann. Wir arbeiten daran! |